# Shattered Steel
Shattered Steel — гра-симулятор, розроблена BioWare під видавництвом Interplay Productions для MS-DOS у 1996 році та пізніше портована на Mac OS нини вже ліквідованою компанією Logicware. Вона відома новітньою на той момент механікою деформації рельєфу і тим, що це перша гра, розроблена BioWare.

## Ігровий процес

Ігровий інтерфейс: стан меха, міні-карта і компас

Ігровий процес схожий за стилем на серію відеоігор MechWarrior, що включає механізований бій на двоногих машинах під назвою «Planet Runners» (укр. Планетні Бігуни). Усі Бігуни мають певне обмеження ваги, а їх зброю, генератор щита та двигуни можна міняти та видаляти відповідно до цього обмеження. Кожен із бігунів має основне кріплення для зброї та одне або кілька додаткових, а також щит і відсік для генератора. Основна зброя встановлена на голові Бігуна і більшість має кріплення для пари гармат.
Місії варіюються від нападів на ворожі укріплення і розвідки до захисту баз або супроводу конвою. Бій досить простий, із можливістю нахиляти та повертати кабіну меха, щоб націлюватися на ворогів, які не знаходяться безпосередньо перед гравцем. Це особливо корисно при спробі знищити досить часті зустрічі з повітряно-десантними частинами.
Двома основними особливостями Shattered Steel є локальні пошкодження та деформація рельєфу. Локальна шкода наноситься всім ворожим підрозділам і будівлям, дозволяючи гравцю націлюватися на ноги ворожого меха, щоб швидко знищити або вивести його з ладу, або знищити голову, що в більшості випадків не є смертельним, але має практичну чи комічну мету. Звичайний двоногий ворожий робот без голови не має зброї, але він продовжуватиме ходити, сліпий, натикаючись на гравця чи будівлі. Деформація рельєфу — це перш за все візуальні ефекти, які не несуть жодної практичної користі. Однак наполегливість або кмітливість можуть винагородити гравця тактичною перевагою. Стрільба на краю схилу може створити зручну «виїмку» для вогню вниз або вгору по цілях. Найбільша можлива в грі деформація — це вистріл ядерною ракетою. Вона не тільки знищує майже все в межах свого широкого радіусу вибуху, а також утворює великий кратер і посилає ударну хвилю вздовж землі, використовуючи рельєф як рухому «стіну». Це не тільки служить для того, щоб спіймати всіх виживших після вибуху ворогів у глибокому палаючому кратері, але й використовується як пристрій, що руйнує скелі та розчищає усі перешкоди на шляху гравця. Будь-яку деформацію рельєфу можна побачити на екрані 3D-карти гри в реальному часі.
Загалом гравцю доступні 7 різних мехів, кожен зі своїми сильними та слабкими сторонами. Кожен клас Бігуна також має свій бортовий комп'ютер із власним голосом озвученим різними акторами і, у деяких випадках, своїм унікальним поглядом на ситуацію.
Гравцю допомагає ще один голосовий комп'ютер, розташований у його кораблі на орбіті. AINIC (Artificial Intelligence Network Interface Coupler) Mark 3, як він сам себе називає, надає всі підсумки місій, брифінги та оновлення в середині місії з повним голосовим супроводом і представлений як самосвідомий штучний інтелект.
Гра також включає багатокористувацький режим і редактор місій. Багатокористувацька гра може підтримувати до 16 гравців, а режим «однокористувацька анархія» також включає можливість виконання місій з одиночної кампанії у кооперативі з іншими гравцями, як у ролі прибульців, так і проти них.

## Сетинг
Дія Shattered Steel відбувається в далекому майбутньому, де людство перебуває на межі вимирання. Одиночна кампанія розгортається в 5 окремих світах (планетах), кожна планета має близько 20 місій.
Ворогом у грі є група інопланетян, які так чи інакше є органічними, механічними або поєднують обидва види. У міру розгортання історії стає відомо більше про те, хто контролює прибульців, які їхні цілі та як їх знищити раз і назавжди.

## Реліз
До виходу гри магазини розповсюджували грабельну демо-версію, яка носила назву «Інтерактивне превью». Воно мало вигляд червоного компакт-диску для MS-DOS у стандартному футлярі, у якому крім самого диску знаходився посібник із невеликою рекламою Interplay на передній частині «6$ OFF mail-in rebate...» (укр. 6-ти доларова знижка при доставці поштою) і рекламний ролик з осіннім релізом повної версії Shattered Steel за 15,95 доларів, а також короткий опис сюжету гри та скріншоти. Ця демо-версія не була оцінена рейтинговою комісією (ESRP) і мала статус RP (Rating Pending, укр. Рейтинг очікується). Деякі диски були дефектними, через що колекціонерам і фанатам було дуже важко знайти робочі копії.

## Оцінки і відгуки
| Видання         | Оцінка |
| --------------- | ------ |
| GameSpot        | 6.8/10 |
| Next Generation | [ 6 ]  |

За даними BioWare, до кінця 2002 року продажі Shattered Steel перевищили 170 тисяч копій. Загальна оцінка гри на GameRankings склала 73%.
Оглядаючи версію для MS-DOS, Тім Суте з GameSpot сказав, що незважаючи на цікавий сюжет, Shattered Steel є більш безглуздим бойовиком, ніж MechWarrior 2: 31st Century Combat, і не має такого відчуття занурення, хоча все одно приємно. Next Generation так само описав гру як «схожу на Earthsiege II або MechWarrior 2, але не така комплексна. Гра складається з чистого екшену з тієї хвилини, коли гравці забираються у своїх гігантських роботів[...]» Він теж вважав гру приємною, незважаючи на відсутність глибини або інновацій, хвалячи численні місії, вибір зброї та варіанти мережевої багатокористувацької гри. Майкл Гоуен з Macworld написав, що «візуальні ефекти Shattered Steel непогані (хоча на даний момент їй кілька років), а сюжет захоплює». Хоча він рекомендував цю гру любителям науково-фантастичних ігор-симуляторів, він зауважив, що «охват місій гри міг би бути більш різноманітним».